# Ohio Stadium
El Estadio de Ohio (Ohio Stadium en inglés), también conocido como The Shoe (El Zapato) o The Horseshoe (La Herradura) o The House that Harley Built (La casa que Harley Construyó), es un estadio multiusos ubicado en el campus de la Universidad Estatal de Ohio en la ciudad de Columbus, Ohio, Estados Unidos. Se inauguró en 1922 y ha sido el campo de los Ohio State Buckeyes, de los equipos de fútbol americano y atletismo de dicha institución.
Cuenta con capacidad para 104 944 espectadores, siendo el tercer estadio de fútbol americano más grande. El estadio ha sido añadido al Registro Nacional de Lugares Históricos por el Servicio de Parques Nacionales en 1974.
El Estadio de Ohio también proporcionó la localía al Columbus Crew de la MLS desde el inicio de la liga en 1996 hasta que abrió sus puertas en 1999 el Crew Stadium. Con una capacidad de 102 329, es el cuarto estadio más grande del país y de la NCAA y el séptimo más grande del mundo.
En el Ohio Stadium también hubo conciertos de U2 (1997), The Rolling Stones (1997), Pink Floyd (1988 y 1994), Metallica, Linkin Park y Limp Bizkit (2003).
El estadio no tiene luces de campo. Cuando se producen acontecimientos en la noche, la iluminación debe ser instalada temporalmente.

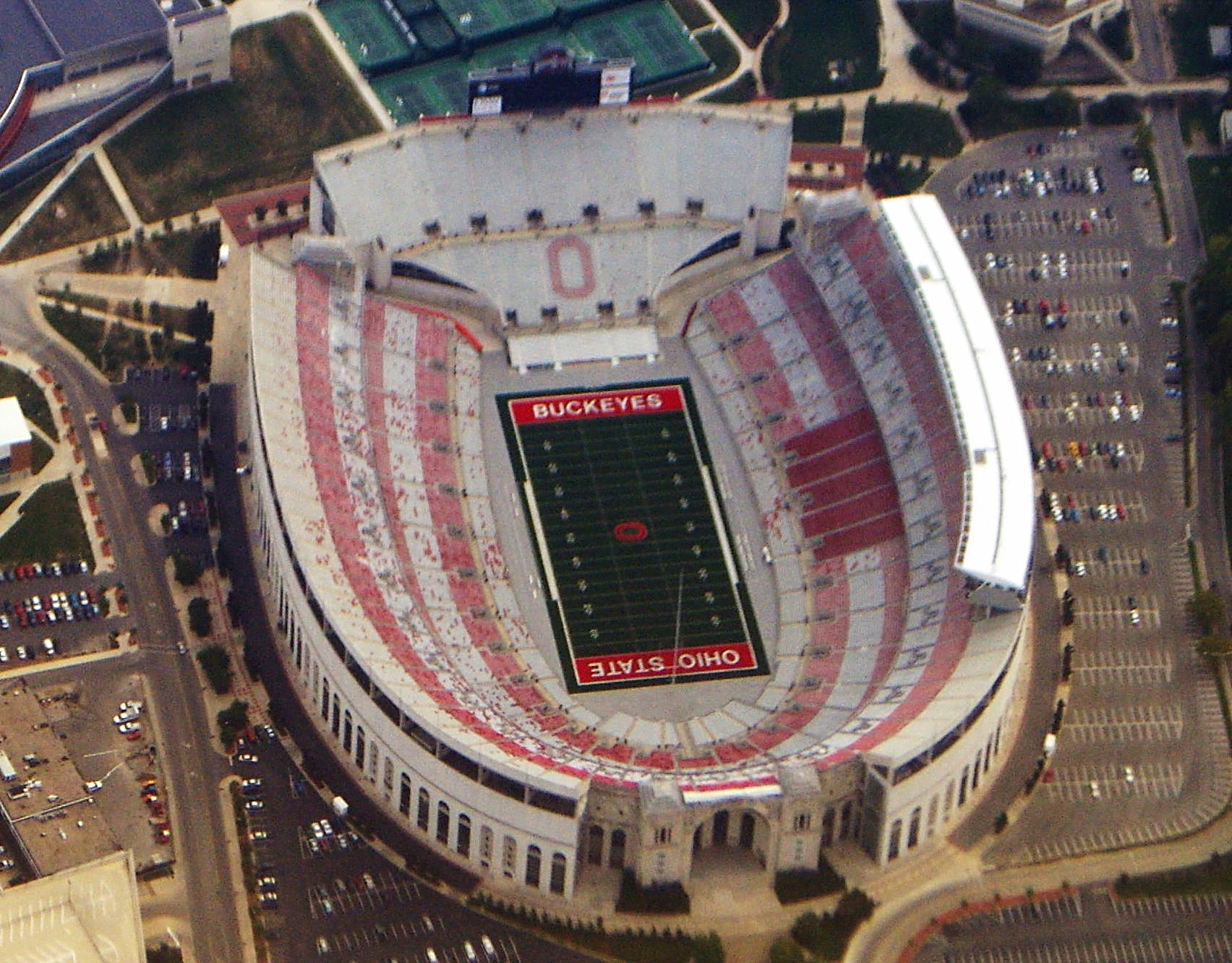
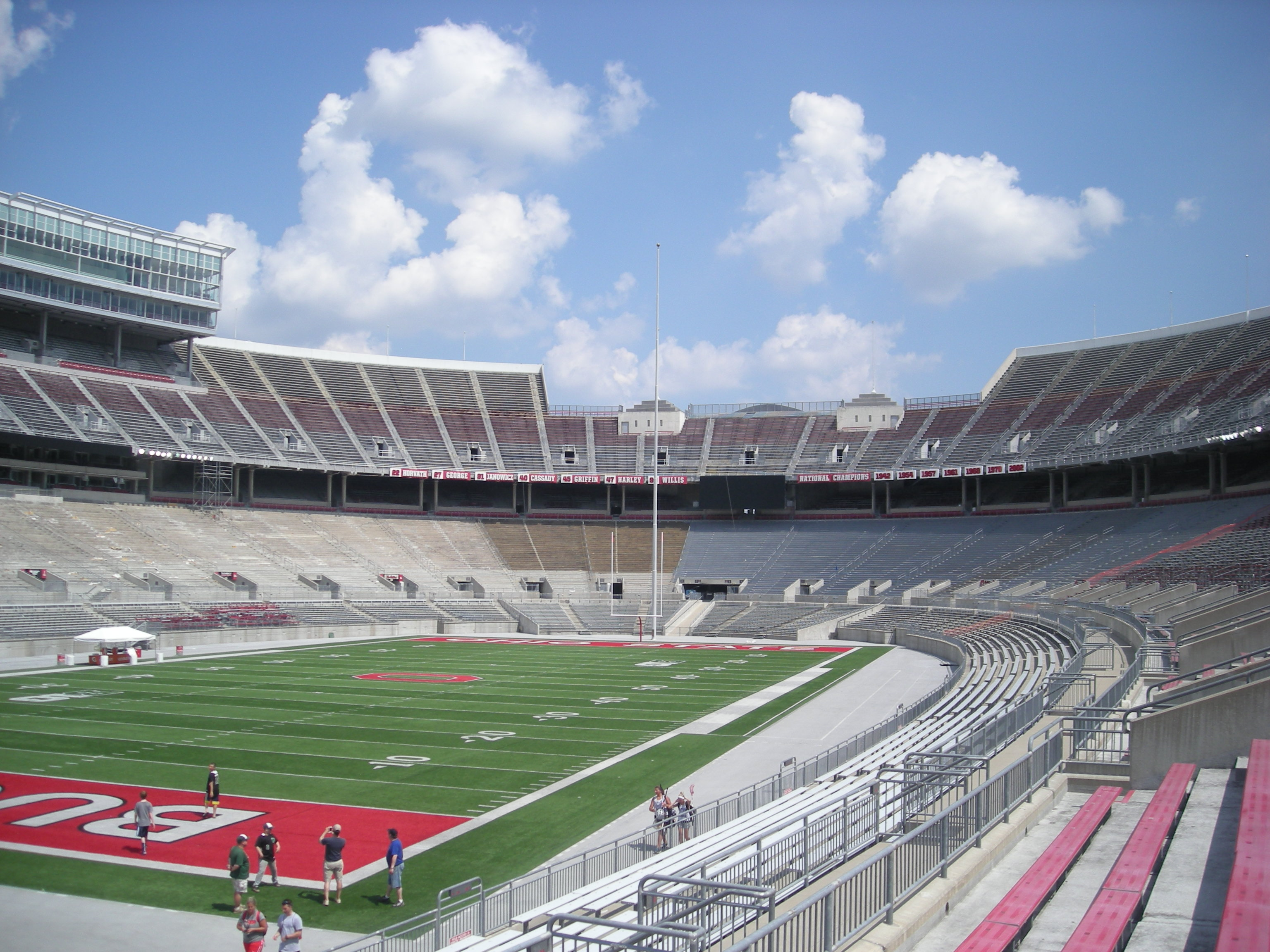

## Futuro
Se prevé que en 2030,haya un equipo de Ohio en la MLS,que juegue en el Ohio Stadium.Si esto se llevara a cabo,estaríamos ante el estadio con más capacidad de la MLS,superando al Gillette Stadium.